# Giedrio kailių gamybinis susivienijimas
Giedrio kailių gamybinis susivienijimas war ein Betrieb und ein Herstellungsverband in der zweitgrößten Stadt Litauens, Kaunas. Er produzierte Pelz.

## Geschichte
Das Unternehmen entstand aus der von Gebrüder Vinikai errichteten Pelzverarbeitungsfabrik in Kėdainiai. 1932 gründeten die Brüder Vinikai die erste litauische Pelzverarbeitungsfabrik. Ab 1935 war sie in Kaunas. Sie hieß „Vilkas“ und war in Vilijampolė (Degtukų Str. 22). In Sowjetlitauen entstand die Fabrik „Giedrio kailių fabrikas“. Sie wurde der Hauptbetrieb von „Giedrio kailių gamybinis susivienijimas“. Dieser bestand ab 1964 nach der Fusion mit „Raudonosios vėliavos kailių siuvimo įmonė“ (errichtet 1951). Über 2 Millionen Felle wurden aus Kasachstan, Kirgisistan, Usbekistan importiert. Die daraus hergestellten Produkte wurde nach Sibirien exportiert, in Litauen blieben nur von 7 bis 8 Prozent der verarbeiteten Pelze. 1977 gab es 1500 Mitarbeiter. Später wurde die Fabrik privatisiert, entscheidend wurden die teuren Transportkosten nach der Zerstörung von Sowjetunion. Die Fabrik wurde insolvent und der Betrieb zersplitterte anschließend in einige kleinere Unternehmen. Eines davon war die 2000 gegründete Genossenschaft UAB „Vilko kailiniai“.

## Gargaras
In den ehemaligen Räumen der Fabrik wurde ein Night-Club „Gargaras“ (mit der Fläche von 1600 m² für maximal 1200 Club-Besucher) bei Raudondvario plentas eingerichtet. Der Club wurde am 23. September 2011 feierlich geöffnet. Der Inhaber und Direktor ist Algirdas Pukys.

## Vilko kailiniai
Eines der kleineren Nachfolgeunternehmen, das 2000 gegründete Uždaroji akcinė bendrovė „Vilko kailiniai“, hat jetzt zwei Firmengeschäfte (in Kaunas und in der litauischen Vilnius). 2013 waren es 22 Mitarbeiter. Die Direktorin ist Danguolė Gylienė.
Von dem Pelz-Großunternehmen blieb nur eine Kürschnerei für hochwertige Felle. Pro Monat werden etwa 100 bis 400 Pelze hergestellt. Sie werden nur in Litauen verkauft. Im ersten Jahr gab es Kunden aus England, die der neu gegründeten Gesellschaft über die Anfangsphase hinweg halfen.